# John Kricfalusi
Michael John Kricfalusi, född 9 september 1955 i Chicoutimi i Québec, är en kanadensisk Emmy Award-nominerad animatör som även är känd som John K. Han skapade The Ren & Stimpy Show och The Goddamn George Liquor Program, vilket var den första animerade serien som gjordes med Macromedia Flash. Han är även en av grundarna till animationsstudion Spümcø International.